# Rifugio Guido Lorenzi
Il rifugio Guido Lorenzi era un rifugio alpino dolomitico situato in mezzo alle cime del gruppo del Cristallo, in provincia di Belluno nel comune di Auronzo di Cadore, a 2.932 metri di altitudine e chiuso il 25 luglio 2016.
La struttura è ancora esistente e sono in corso valutazioni e trattative per la riapertura contestualmente al rifacimento dell'impianto di risalita Staunies.

## Accessi
Il rifugio è il punto di partenza della via ferrata Ivano Dibona ed è accessibile dal passo Tre Croci nei pressi di Cortina d'Ampezzo in circa 3 h. di cammino. Dal rifugio Lorenzi parte anche la via ferrata Marino Bianchi, che conduce al monte Cristallo di Mezzo (3.154 m).
Era facilmente raggiungibile partendo da Rio Gere (circa 1.698 m) fino al rifugio Son Forca (circa 2.215 m) in seggiovia e da qui, con una caratteristica ovovia, fino alla sua chiusura avvenuta il 25 luglio 2016.

## Ascensioni
Dal rifugio si diramano alcune vie ferrate: la via ferrata Marino Bianchi che porta in circa 1 h. e 30 m. alla Cima di mezzo del Cristallo a 3154 m. e la via ferrata Ivano Dibona (dove nel 1993 fu registrato il film Cliffhanger - L'ultima sfida, con Sylvester Stallone).